# 早稲田大学応援部

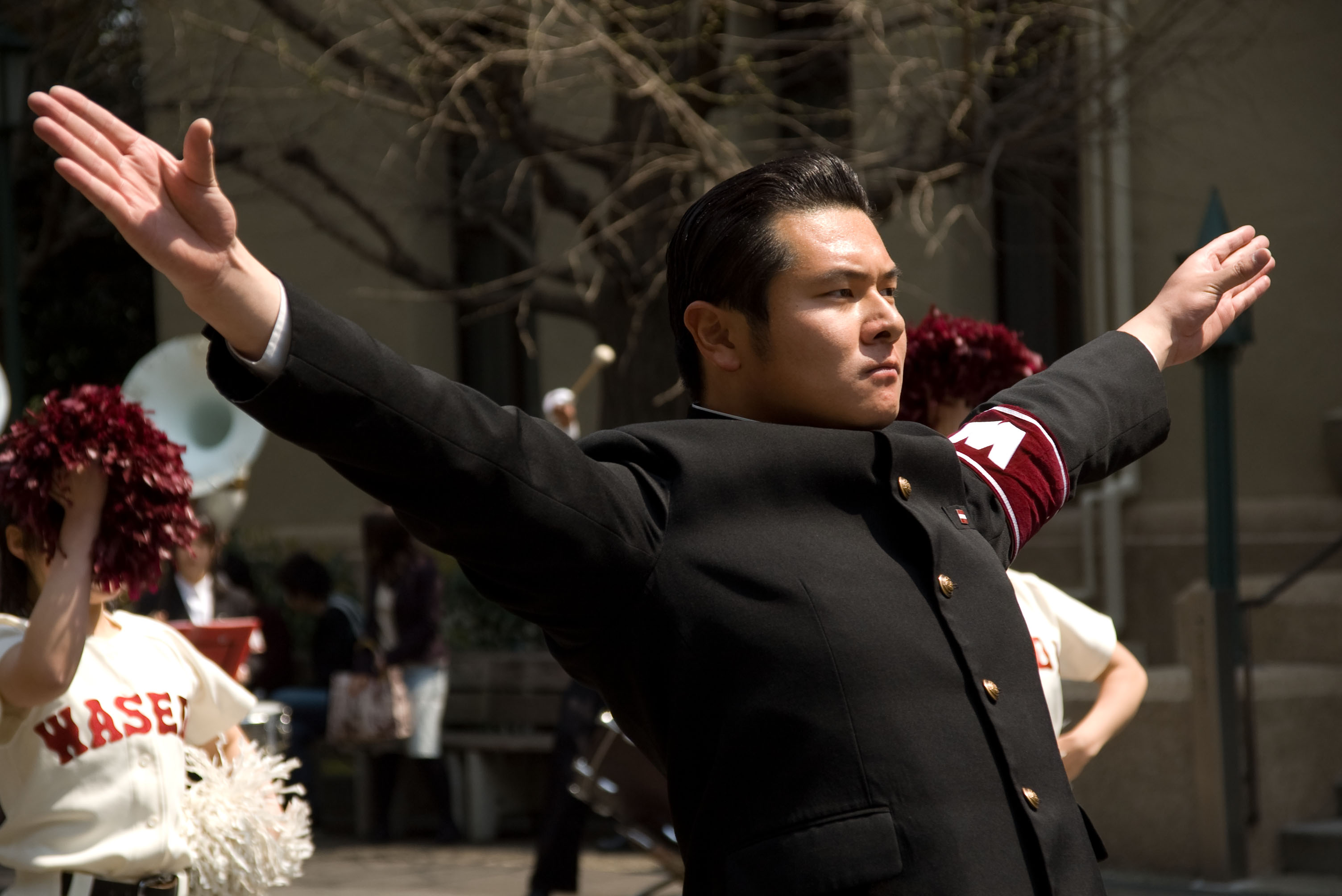
センターリーダー及びチアリーダーズ

早稲田大学応援部（わせだだいがくおうえんぶ、Waseda University Cheerleading Club）は、早稲田大学の応援部。

## 概要
リーダー、吹奏楽団、チアリーダーズ（チーム名「BIGBEARS」）の3パートによって構成される。体育各部を応援する他、多くの学内外の行事に参加、また主催している。大学当局から校歌の指揮権を負託され、また、校旗を託されており掲揚権を負託されている。競技スポーツセンターに所属する体育各部のひとつ。東京六大学応援団連盟の加盟校。卒業生や、会が入会を認めた者で構成するOB会の名称は応援部稲門会。

## 歴史

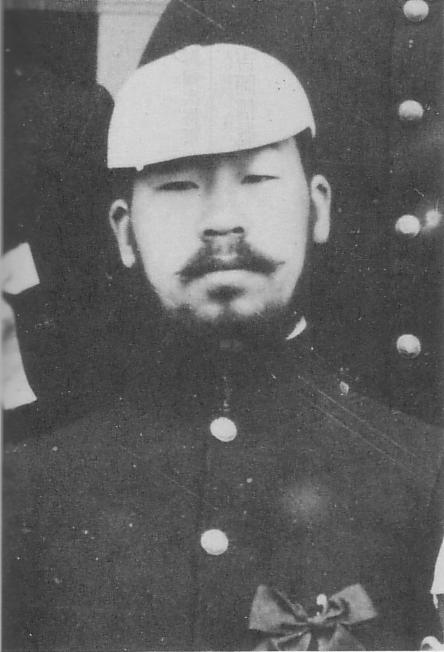
吉岡信敬

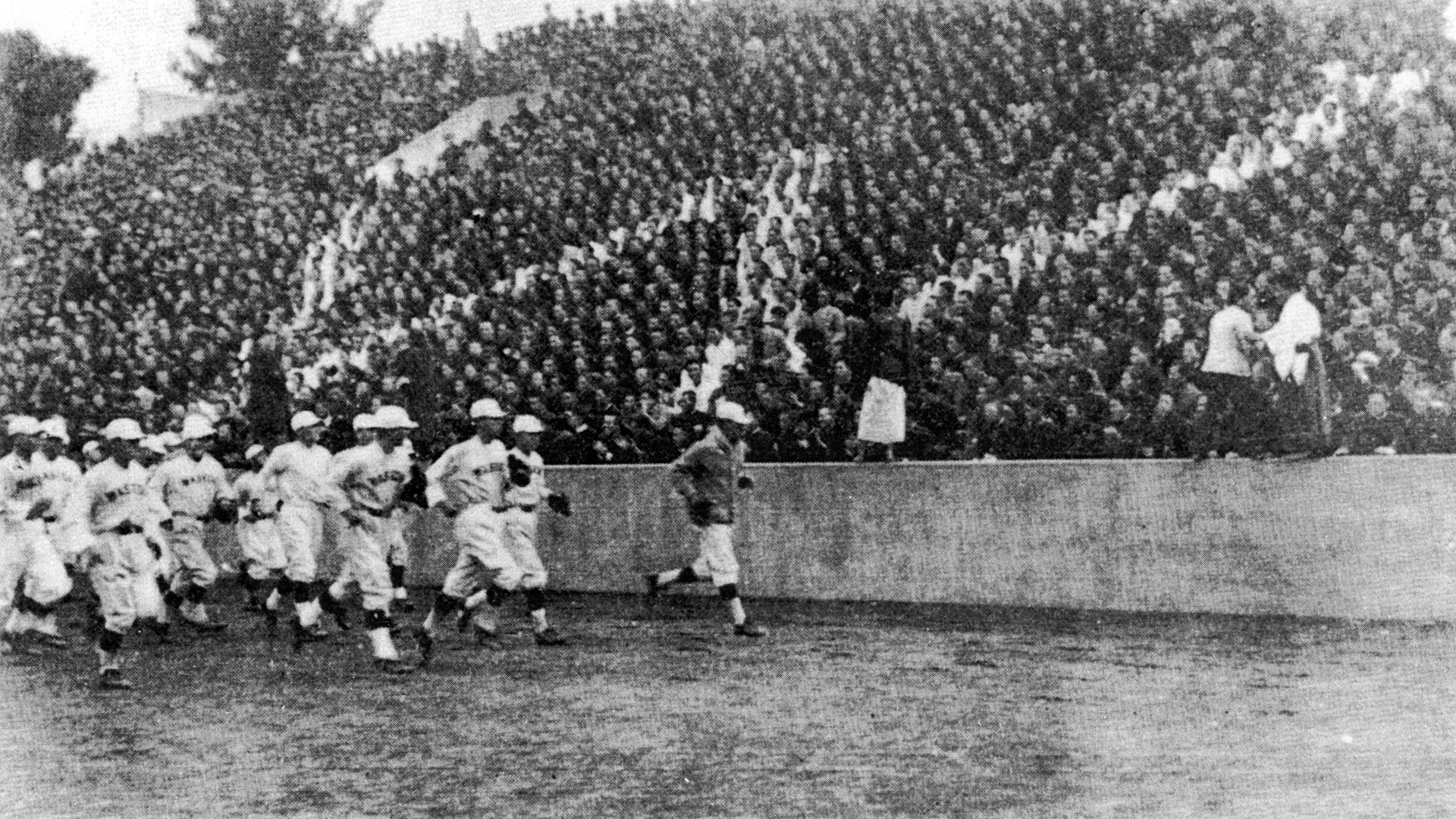
早稲田大学応援団の人文字（1928年）

- 1905年（明治38年） - 春、安部磯雄部長率いる野球部が米国遠征を実施（組織的団体応援法を輸入）　安部の指導を受けた吉岡信敬により寄宿舎生を中心とした約200人の応援隊が組織され、秋の早慶戦第3回戦にて日本初のカレッジエールが行われる
- 1907年（明治40年） - （前年より早慶戦中止）応援団組織拡張、のち経常費補助と公認を得る　校歌「都の西北」制定
- 1925年（大正14年） - 早慶戦復活後、応援団乱立
- 1928年（昭和03年） - 秋季早慶戦で初めてスタンドに「W」の人文字を作る
- 1929年（昭和04年） - 春季早慶戦で初めてブラスバンドを動員、日本初のエール交換　秋季早慶戦でリーグ優勝を決めた応援団17000人が早稲田まで優勝を祝す行進を初めて行う
- 1930年（昭和05年） - 新応援団設立準備委員会により各級から応援団員が公選され、幡野博一を団長とする新応援団が「応援部」として公認される
- 1931年（昭和06年） - 新団長溝口五郎率いる応援部が全学組織となり、体育会（現・競技スポーツセンター）の1部に準ずる部として公認される　新応援歌を学内募集、西條八十教授により選出された高等師範部3年住治男の「紺碧の空」の作曲を古関裕而に委嘱
- 1934年（昭和09年） - 春に応援部解散、秋から体育会主体の応援団（応援委員）
- 1935年（昭和10年） - 旧応援部のリーダー部員の中から野中虎之助らが応援技術員として選出される
- 1936年（昭和11年） - 応援技術員が自己の団体名を「応援技術部」と名乗るようになる
- 1940年（昭和15年） - 応援技術部が代表委員制度を導入（独立は翌年）

現在の早稲田大学応援部は、「学生の模範たれ」という応援技術部時代の精神や伝統を踏襲しているという考えから、本年を以て創部としている。
- 1942年（昭和17年） - 学内の戦時体制に合わせて応援技術部を学徒錬成部特別指揮隊と改める
- 1943年（昭和18年） - 学徒錬成部特別指揮隊が出陣学徒壮行早慶戦の応援指揮をとる
- 1946年（昭和21年） - 現在の応援部の公認

戦争によって自然消滅した応援技術部のかつての部員達が、大学への復学と同時に部の再建をめざし、部や部員の在り方等を大学当局に訴え続けた結果、体育会の1部として公認され、現在の早稲田大学応援部が誕生した。
- 1947年（昭和22年） - 東京六大学応援団連盟の結成
- 1959年（昭和34年） - 4年生の呼称を「委員」から「幹部」に変更
- 1952年（昭和27年） - 大学創立70周年記念事業として部内にブラスバンドを創設、記念歌（学生歌「早稲田の栄光」ほか）を制定、記念祭（第1回「稲穂祭」）を開催　早慶戦で幹部が着用するユニフォームを製作（デザインは諸岡美津子）
- 1964年（昭和39年） - ブラスバンドが第1回定期演奏会を開催（この年及び翌年、客演指揮者に古関裕而を迎える）
- 1965年（昭和40年） - ブラスバンドを吹奏楽団に改称　吹奏楽団が春の演奏旅行でステージドリルを初披露　春季早慶戦でバトントワラーが初登場　秋季早慶戦で応援曲「コンバットマーチ」が初登場
- 1966年（昭和41年） - 吹奏楽団が東京都大学吹奏楽連盟に加入、東京都大学吹奏楽コンクールに初出場
- 1968年（昭和43年） - 早慶応援部共催による「早慶フェスティバル」を開催し「早慶讃歌」を発表
- 1972年（昭和47年） - 吹奏楽団に初の女子学生が入部　創部30周年記念式典を挙行
- 1974年（昭和49年） - 「早稲田大学応援部綱領」を制定（後述）
- 1977年（昭和52年） - 吹奏楽団付属パートとしてバトントワラーズを創設
- 1978年（昭和53年） - 校歌の編曲を河合尚市に委嘱　応援曲「タイムリーマーチ」「ダイナマイトマーチ」が初登場
- 1980年（昭和55年） - バトントワラーズが吹奏楽団から独立、部の1つのパートとなる
- 1982年（昭和57年） - バトントワラーズから初代副将が誕生　第1回バトントワラーズ発表会を開催
- 1983年（昭和58年） - 応援曲「大進撃」が初登場
- 1988年（昭和63年） - バトントワラーズをチアリーダーズに改称
- 1989年（平成元年） - 応援曲「スパークリングマーチ」が初登場
- 1990年（平成02年） - 創部50周年記念式典を挙行　チアリーダーズが国際チアリーディング全日本選手権大会に初出場
- 1991年（平成03年） - 第1回米国研修を実施（南カリフォルニア大学）
- 1992年（平成04年） - 第2回米国研修を実施（南カリフォルニア大学、ハワイ大学）
- 1993年（平成05年） - 第3回米国研修を実施（南カリフォルニア大学、ワシントン大学、ハワイ大学）
- 1994年（平成06年） - 第4回米国研修を実施（南カリフォルニア大学、カリフォルニア大学ロサンゼルス校、ハワイ大学、レドンド・ユニオン・ハイスクール）　吹奏楽団に初の女性ドラムメジャーが誕生
- 1995年（平成07年） - 吹奏楽団が東京都大学吹奏楽コンクールにて代表となり全日本吹奏楽コンクール東京都大会（支部大会）に進出　チアリーダーズが全国大会JAPAN CUPで準決勝に初進出
- 2000年（平成12年） - 創部60周年記念式典を挙行
- 2003年（平成15年） - 吹奏楽団に初の女性責任者と女性指揮が誕生　チアリーダーズ創立25周年記念ステージを開催
- 2008年（平成20年） - 「暴力の禁止、未成年者の飲酒・一気飲み等の禁止」に関する宣言を行う
- 2009年（平成21年） - 創部70周年記念事業の一環として「古関裕而生誕100年記念演奏会」を開催
- 2010年（平成22年） - 創部70周年記念式典を挙行
- 2011年（平成23年） - リーダーに初の女子学生が入部
- 2013年（平成25年） - イメージキャラクター「わーおくん」（応援歌「吼えろ早稲田の獅子」に因んだライオンのキャラクター）が誕生
- 2018年（平成30年） - 4年生の呼称を「幹部」から「執行委員」に変更　応援曲「コンバットマーチ」記念碑を建立
- 2020年（令和02年） - チアリーダーズが日本チアリーディング協会を退会
- 2021年（令和03年） - チアリーダーズがUSA Regionals東京大会で第2位に入賞し、全国大会USA Nationalsに初進出
- 2022年（令和04年） - 角帽復活プロジェクトを開始[1] 　創部80周年記念式典を挙行（新型コロナウイルス感染蔓延による２回の延期を経ての開催）
- 2024年（令和06年） - 吹奏楽団が全日本マーチングコンテスト東京都大会（フリー部門）に初出場し、優秀賞を受賞

## 本拠地
現在は東京都新宿区戸山1-24-1、戸山キャンパス新37号館（早稲田アリーナ）内の部室を本拠としている。

## 早稲田大学応援部綱領
一、早稲田大学応援部は、早稲田大学を限りなく愛し、知性と情熱と行動力をモットーとする早稲田大学を代表する模範学生の集まりである。
一、早稲田大学応援部は、早稲田大学の歴史と伝統を正しく理解し、早稲田大学の充実・発展のために献身せんとする模範学生の集まりである。
一、早稲田大学応援部は、早稲田大学の栄光ある勝利を確信し、早稲田大学を代表するチーム並びに選手を応援激励する模範学生の集まりである。
一、早稲田大学応援部は、個人の人格及び人間性を尊重し、心身の鍛練並びに音楽性の追求を通じて、広く実社会の指導者たらんと研鑽を積む模範学生の集まりである。
1974年（昭和49年）、依田米秋監督（当時）によって作成。早稲田大学応援部の、以前に応援団が乱立しては互いに対立して大学の秩序を乱していたという歴史に学び、「模範学生たれ」という精神を具現化したもの。

## 主な活動・実績
- 1月 - 箱根駅伝応援
- 2月 - 入学試験

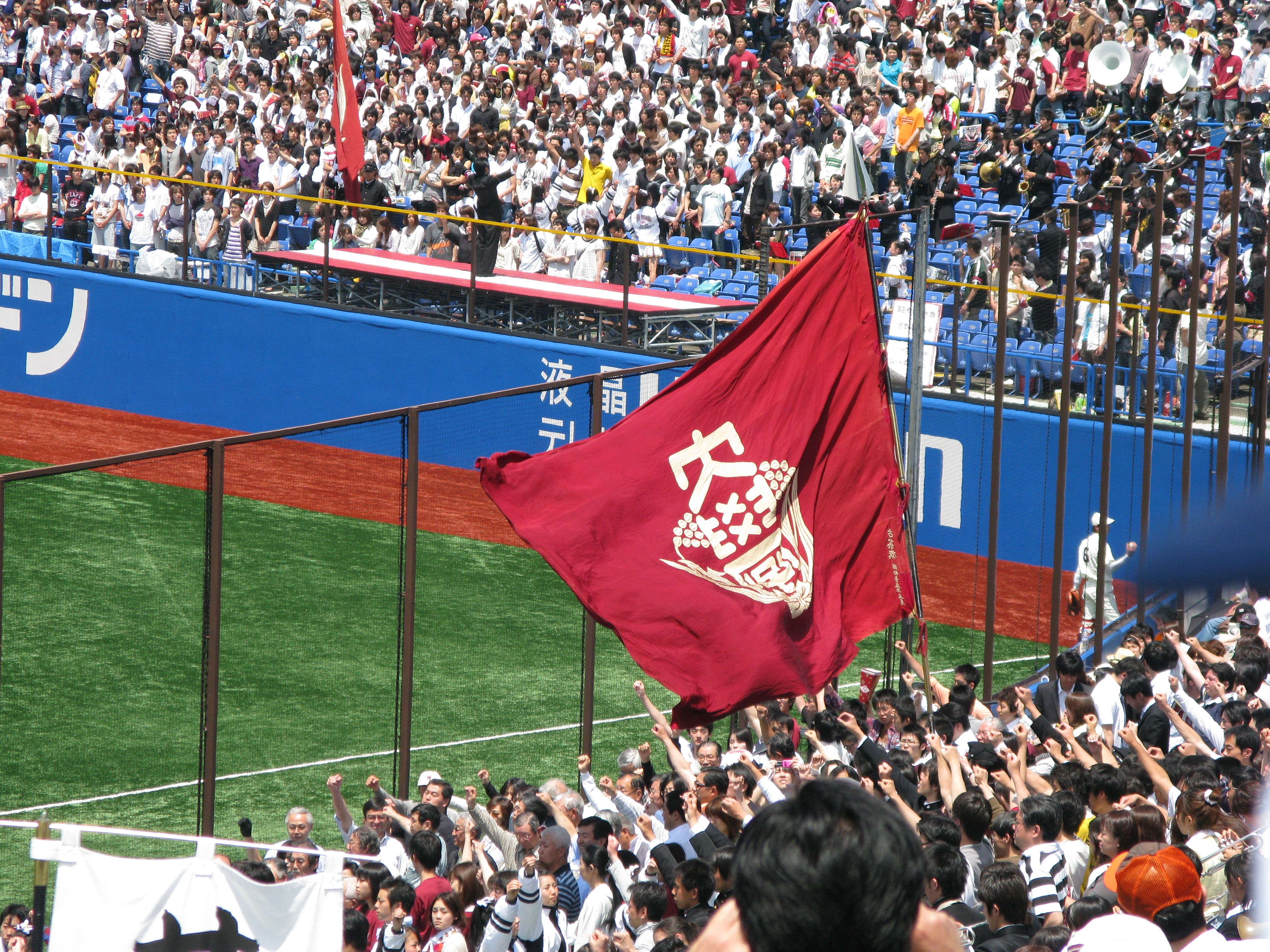
早慶戦

- 3月 - 卒業式、六大学ドリル発表会、USA Regionals 東京大会、USA Nationals 全国選手権大会
- 4月 - 入学式、新入生歓迎ステージ、東京六大学春季リーグ戦開幕、早慶レガッタ応援、体育各部新人パレード
- 5月 - 東京六大学野球　春季早慶戦
- 6月 - 早慶サッカー応援、六旗の下に（東京六大学応援団連盟連盟祭）、東京六大学応援団連盟合同演奏会
- 7月 - 体育各部早慶戦応援
- 8月 - オープンキャンパス、東京都大学吹奏楽コンクール、USA Japan チアリーディング＆ダンス学生選手権大会
- 9月 - 東京六大学野球秋季リーグ戦開幕
- 10月 - 早慶戦前夜祭稲穂祭、東京六大学野球　秋季早慶戦
- 11月 - チアリーディングステージ
- 12月 - 早明ラグビー応援、定期演奏会

※時期は目安

## 校歌・応援歌
- 早稲田大学校歌 作詞：相馬御風、作曲：東儀鉄笛、校閲：坪内逍遥
- 応援歌「紺碧の空」作詞：住治男、作曲：古関裕而
- 応援曲「コンバットマーチ」作詞・作曲：三木佑二郎、編曲：牛島芳
- 応援歌「幸せの歌」 作詞・作曲：中野裕貴

## その他

### 服装
男子部員は学生服（現在は校旗を扱う際のみ角帽を着用）、女子部員はスーツ。吹奏楽団、チアリーダーズ部員は、公用時以外は私服も着用する。リーダーはユニフォーム（セーター）、吹奏楽団はドリルコスチューム、チアリーダーズはコスチューム、ウィンドブレーカーを着用する場面もある。

### 優勝パレード（「ちょうちん行列」）
東京六大学野球リーグ戦で優勝した大学は、記念のパレードを挙行する。参列者は紅白の提灯を持って神宮から早稲田まで行進するため、「ちょうちん行列」「ちょうちんパレード」とも呼ばれている。神宮外苑内の絵画館前広場から出発し、明治通り、早稲田通りを通って、早稲田キャンパス（旧本部キャンパス）までを校旗を先頭に行進する。野球部は、近年は理工学術院のある近隣の西早稲田キャンパス（旧大久保キャンパス）から合流し、徒歩で行進する。沿道では、優勝を祝う大学周辺の住民・商店街の人々が、義理堅く、かつ暖かくパレードを迎えている。パレード到着地点は毎回少し異なるが、大隈講堂前や大隈重信侯銅像前、10号館前を終点として、そこで引き続き優勝報告会を行っている。